# رأسمالية المعرفة

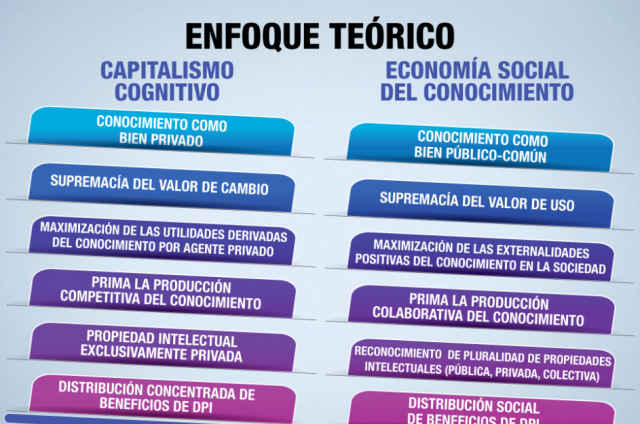

رأسمالية المعرفة هي الممارسات الاقتصادية الداخلة في إنتاج المعرفة في النظام الرأسمالي المعولم في أواخر القرن العشرين وأوائل القرن الحادي والعشرين. وهي من أسس رأسمالية السلع المعنوية.